# 席酉民
席酉民（1957年—），陕西人，中國西交利物浦大学执行校长、英国利物浦大学副校长。曾任西安交通大学党委常委、副校长（1998年6月至2009年1月）。

## 经历
1982年毕业于陕西机械学院，1987年在西安交通大学获得博士学位。之后在西交大留任，从事管理学研究及教学，获得“国家级有突出贡献中青年专家”等荣誉称号。1998年任西交大副校长。2008年担任西交利物浦大学执行校长。